# Illerstaustufe 6 – Legau
Die Illerstaustufe 6 – Legau ist eine Staustufe der Iller zwischen Kempten und Memmingen und liegt am Flusskilometer 71,2 auf dem Gebiet des Marktes Legau im Landkreis Unterallgäu.

## Geschichte
Bereits 1937/38 wurde an der Iller mit der Illerstaustufe 7 – Maria Steinbach ein Kraftwerk nach der Bauart Arno Fischer errichtet. Den Vorteil bei dieser Ausführung stellte die kriegswichtige Tarnung dar, die wenigen Dachflächen waren begrünt und das Kraftwerk selbst konnte durch das Senken der Stauklappen vollkommen überströmt werden. Die ebenfalls propagierten Kostenersparnisse sollten sich später jedoch als Fehlkalkulation herausstellen.
An der Iller ging nach der Bauart Arno Fischer 1938 die Stufe 7 ans Netz, 1943 die Stufe 6, 1944 die Stufe 5 und 1948 die Stufe 8.
Im Jahr 2014 wurde eine Fischtreppe angelegt und 2015 im Bereich des Unterwassers ein Aussichtsturm errichtet.
Das Kraftwerk wird von der Lechwerke AG betrieben.

## Technik
Die erzeugte Leistung der Illerstaustufe 6 beträgt 6,0 MW bei einer Fallhöhe von 8,2 Metern.
Bei der Kraftwerksbauweise Arno Fischer bilden Wehr und Kraftwerk einen gemeinsamen Baukörper, das Stauklappenwehr verfügt dabei über 4 aufgesetzte Klappen und einen im Wehrkörper integrierten Maschinenraum.
Das Kraftwerk verfügt über vier parallel angeordnete Strafloturbinen und vier Maschinensätze.
Jede Turbine hat eine Klappe im Zulaufbereich und ein Schütz im Abströmbereich. Durch diese Verschlussmechanismen ist es möglich, die Turbinen einzeln für Revisionszwecke trockenzulegen und zu begehen.
Der Generator ist als wasserdicht abgekapselter Außenkranzgenerator angeordnet, der Rotor ist fest mit dem Laufrad verbunden. Problematisch sind jedoch die Abdichtung der Rohrturbinen zu den Generatoren und die praktische Unrealisierbarkeit einer Laufradverstellung. Bei der Bauweise nach Arno Fischer sind deshalb starre Propellerlaufräder verbaut. Grundsätzlich ist dadurch der Wirkungsgrad im Teillastbereich eingeschränkt, jedoch kann durch eine Staffelung der in Betrieb befindlichen Maschinen der schlechte Teillastwirkungsgrad der Propellerturbinen relativ gut ausgeglichen werden.
Der Ausbaudurchfluss des Kraftwerkes beträgt 100 m³/s, das Regelarbeitsvermögen 25.200 MWh pro Jahr.
Siehe auch: Liste von Wasserkraftwerken in Deutschland

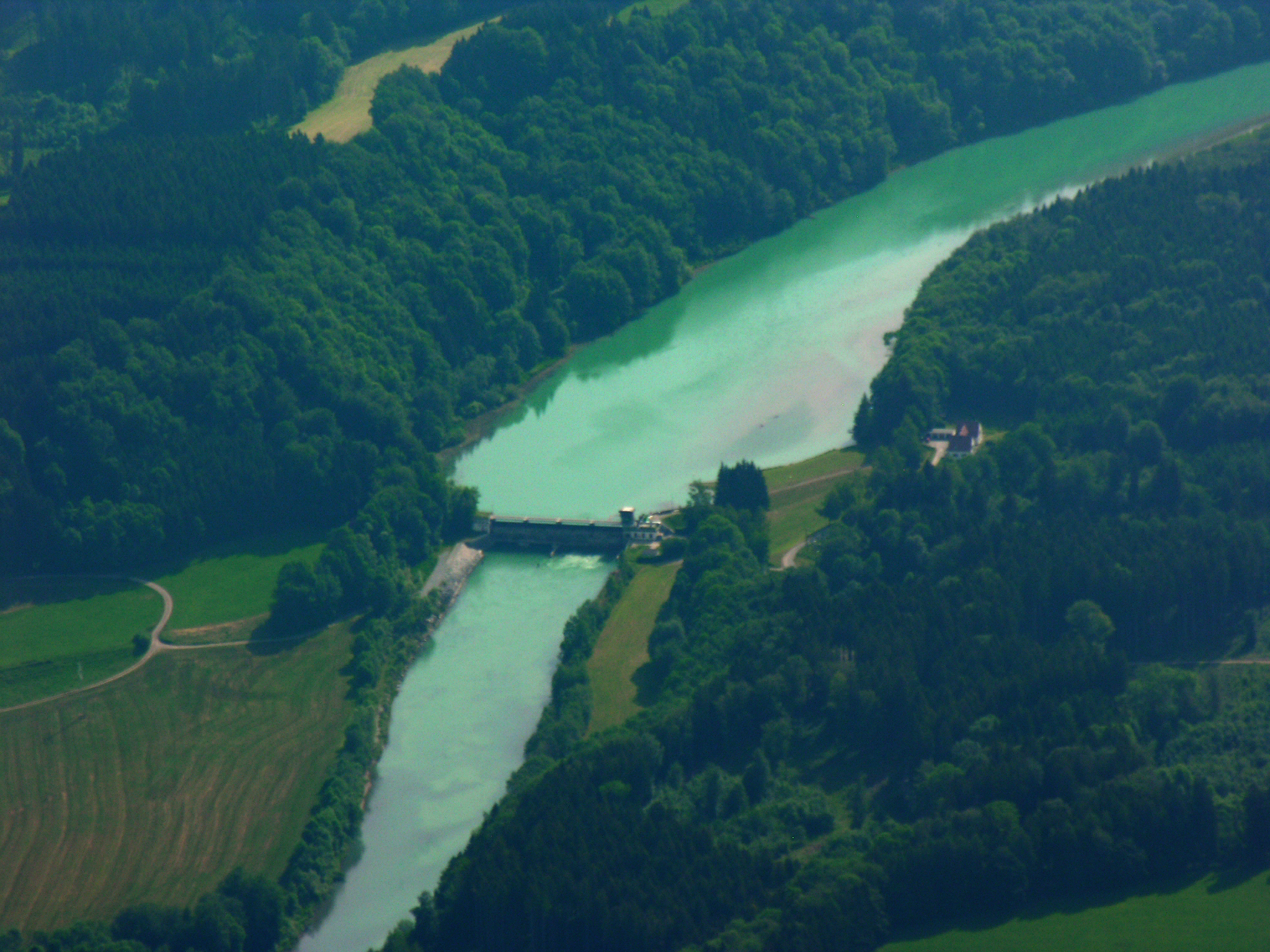
Blick aus der Luft auf Kraftwerk und Stausee
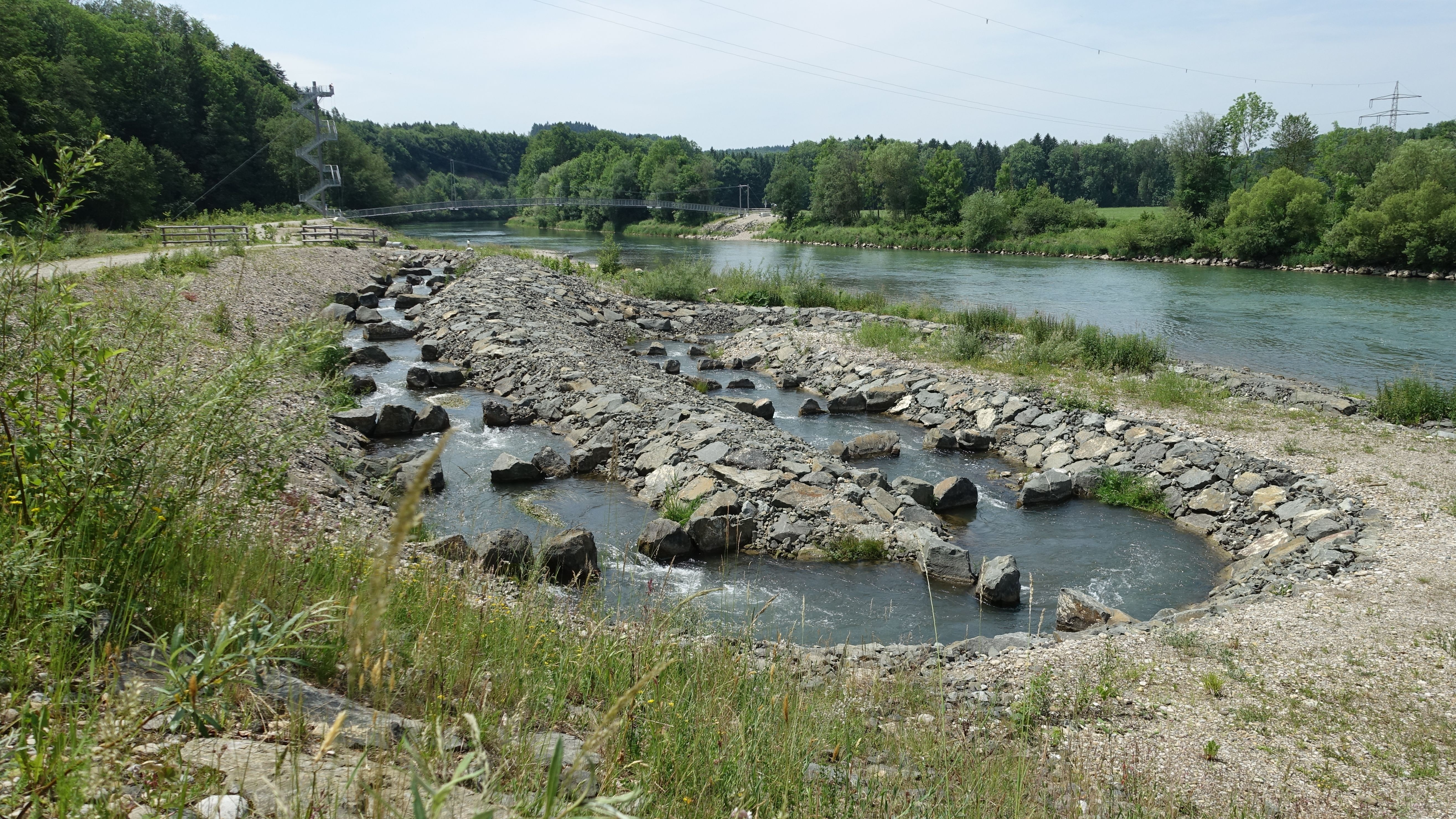
Fischtreppe von 2014 und Aussichtsturm von 2015
Nachgerüstete automatische Rechenreinigungsmaschine